# فابیو نکر
فابیو نکر (انگلیسی: Fabio Leutenecker؛ زادهٔ ۱۵ مارس ۱۹۹۰) بازیکن فوتبال اهل آلمان است.